# مک‌کی (کنتاکی)
مک‌کی (به انگلیسی: McKee) شهری در ایالت کنتاکی کشور ایالات متحده آمریکا است که جمعیت آن در سرشماری سال ۲۰۱۰ میلادی، ۸۰۰ نفر بوده‌است.